# Rivaldo
Rivaldo Vítor Borba Ferreira známý jako Rivaldo (* 19. dubna 1972, Paulista) je bývalý brazilský fotbalový útočník a reprezentant. Dříve hrál za špičkové kluby v Evropě. Je to vynikající technik a držitel Zlatého míče 1999. Pelé ho roku 2004 zařadil mezi 125 nejlepších žijících fotbalistů.
Zúčastnil se Letních olympijských her 1996 v Atlantě, kde Brazílie obsadila ve fotbalovém turnaji třetí místo po výhře 5:0 nad Portugalskem a získala bronzové medaile. V roce 2008 koupil brazilský klub Mogi Mirim EC.
Aktivní kariéru ukončil v březnu 2014 ve věku 41 let. V červenci 2015 ve svých 43 letech ohlásil comeback a vrátil se do sestavy svého klubu Mogi Mirim EC.

## Přestupy
- z Corinthians do Palmeiras EC za 2 500 000 eur
- z Palmeiras EC do Deportivo de La Coruña za 12 000 000 eur
- z Deportivo de La Coruña do FC Barcelona za 23 500 000 eur
- z FC Barcelona do AC Milan za 0 eur
- z AEK Ateny do PFK Bunjodkor za 1 000 000 eur

## Statistika
| Klub                   | Sezóna  | Liga   | Liga | Pohár  | Pohár | LM či EL | LM či EL | celkem | celkem |
| Klub                   | Sezóna  | zápasy | Goly | zápasy | Goly  | zápasy   | Goly     | zápasy | Goly   |
| ---------------------- | ------- | ------ | ---- | ------ | ----- | -------- | -------- | ------ | ------ |
| Santa Cruz FC          | 1991    | 22     | 14   | 4      | 2     | 0        | 0        | 26     | 16     |
| Mogi Mirim             | 1992    | 27     | 9    | 0      | 0     | 0        | 0        | 27     | 9      |
| Mogi Mirim             | 1993    | 4      | 4    | 0      | 0     | 0        | 0        | 4      | 4      |
| Corinthians            | 1993    | 19     | 11   | 3      | 0     | 0        | 0        | 22     | 11     |
| Palmeiras EC           | 1994    | 29     | 14   | 0      | 0     | 0        | 0        | 29     | 14     |
| Palmeiras EC           | 1995    | 24     | 17   | 4      | 2     | 6        | 5        | 34     | 24     |
| Palmeiras EC           | 1996    | 25     | 18   | 9      | 4     | 0        | 0        | 34     | 22     |
| Deportivo de La Coruña | 1996/97 | 41     | 21   | 5      | 1     | 0        | 0        | 46     | 22     |
| FC Barcelona           | 1997/98 | 34     | 19   | 7      | 8     | 6        | 0        | 51     | 28     |
| FC Barcelona           | 1998/99 | 37     | 24   | 3      | 2     | 6        | 3        | 48     | 29     |
| FC Barcelona           | 1999/00 | 31     | 12   | 5      | 1     | 14       | 10       | 50     | 23     |
| FC Barcelona           | 2000/01 | 35     | 23   | 5      | 2     | 13       | 11       | 53     | 36     |
| FC Barcelona           | 2001/02 | 20     | 8    | 0      | 0     | 13       | 6        | 33     | 14     |
| AC Milan               | 2002/03 | 22     | 5    | 3      | 1     | 13       | 2        | 38     | 8      |
| AC Milan               | 2003    | 0      | 0    | 0      | 0     | 1        | 0        | 2      | 0      |
| Cruzeiro               | 2004    | 7      | 2    | 0      | 0     | 3        | 0        | 10     | 2      |
| Olympiakos Pireus      | 2004/05 | 23     | 12   | 2      | 2     | 9        | 1        | 34     | 15     |
| Olympiakos Pireus      | 2005/06 | 22     | 7    | 2      | 2     | 5        | 2        | 29     | 11     |
| Olympiakos Pireus      | 2006/07 | 25     | 17   | ?      | 0     | 6        | 0        | 31     | 17     |
| AEK Ateny              | 2007/08 | 35     | 12   | ?      | 0     | 8        | 3        | 43     | 15     |
| AEK Ateny              | 2008    | 0      | 0    | 0      | 0     | 1        | 0        | 1      | 0      |
| PFK Bunjodkor          | 2008    | 12     | 7    | 1      | 0     | 4        | 2        | 17     | 9      |
| PFK Bunjodkor          | 2009    | 30     | 20   | 2      | 1     | 9        | 1        | 41     | 22     |
| PFK Bunjodkor          | 2010    | 11     | 6    | 3      | 3     | 5        | 2        | 19     | 11     |
| FC São Paulo           | 2011    | 39     | 6    | 4      | 0     | 3        | 1        | 46     | 7      |
| Kabuscorp SC           | 2012    | 8      | 3    | 7      | 0     | 3        | 1        | 27     | 7      |
| Celkově                | Celkově | 574    | 288  | 62     | 31    | 125      | 49       | 768    | 369    |

## Úspěchy

### Klubové
- - 2× vítěz provincie Paulista (1994, 1996)
  - 1× vítěz brazilské ligy (1994)
  - 2× vítěz španělské ligy (1997/98, 1998/99)
  - 3× vítěz řecké ligy (2004/05, 2005/06, 2006/07)
  - 2× vítěz uzbecké ligy (2008, 2009)
  - 1× vítěz španělského poháru (1998)
  - 1× vítěz italského poháru (2003)
  - 2× vítěz řeckého poháru (2005, 2006)
  - 1× vítěz uzbeckého poháru (2008, 2010)
  - 1× vítěz Ligy mistrů (2002/03)
  - 2× vítěz evropského superpoháru (1997, 2003)

### Reprezentační
- - 2× na MS (1998 – stříbro, 2002 – zlato)
  - 1× na CA (1999 – zlato)
  - 1× na OH (1996 – bronz)
  - 1× na Konfederačním poháru (1997 – zlato)

### Individuální
- - 1× Zlatý míč (1999)
  - 1× Fotbalista roku (FIFA) (1999)
  - 1× Nejlepší hráč podle časopisu World Soccer (1999)
  - 1× Onze d'Or (1999)
  - 1× Nejlepší střelec CA (1999)
  - 1× Nejlepší střelec Ligy mistrů (1999/00)
  - 1× Nejlepší střelec Ligy (2009)
  - 1× Nejlepší hráč ligy (1999)
  - 2× nejlepší zahraniční hráč v lize (2005/06, 2006/07)
  - 2× Bola de Prata (1993, 1994)
  - Nejlepší hráč CA (1999)
  - All Stars Team MS (1998, 2002)
  - All Stars Team ESM (1999, 2000)